# Ingenmansland
För andra betydelser, se Ingenmansland (olika betydelser).
Ingenmansland (lat. terra nullius) är ett markområde som ingen brukar eller har kontroll över. Ordet används i regel om mark i relation till stater.

## Exempel
- området mellan de stridande parterna vid en militär front
- en markremsa mellan två stater vid en bevakad gräns, där ingen tillåts att befinna sig utan tillstånd.
- land som ingen gjort anspråk på, exempelvis obebodda områden. Under 1700- och 1800-talen utvecklades en doktrin som där kolonialmakterna hävdade rätten och överhöghet till den mark som beboddes av folk utan markägandesystem eller egentligt jordbruk, enligt samma princip som res nullius.

## Källhänvisningar
1. ↑   ingenmansland i Nationalencyklopedins nätupplaga. Läst 14 mars 2015.